# Domingos Fernandes Calabar
Domingos Fernandes Calabar (Porto Calvo, 1609 — Porto Calvo, 1635) foi um senhor de engenho nascido na então Capitania de Pernambuco, em área que corresponde ao atual estado de Alagoas. Aliou-se aos holandeses que invadiram o que hoje conhecemos como Nordeste do Brasil.

## Origens
Pouco se sabe desse personagem controverso da história brasileira. Calabar, natural da vila de Porto Calvo, nasceu em 1609, filho de Ângela Álvares com um português desconhecido. Apesar de a maioria dos cronistas o retratarem como um mulato filho de mãe negra com pai branco, há indícios de que sua mãe era, na verdade, "negra da terra", ou seja, índia. Alguns historiadores o qualificam, então, de mameluco (mistura de índio e branco) e não mulato.
Foi batizado na fé católica no dia 15 de março de 1610. Estudara com os jesuítas e, fazendo dinheiro com o contrabando, chegou a tornar-se senhor de terras e engenhos.

## Oposição aos holandeses
Em 1580, Portugal passou para o domínio espanhol. A Holanda era, até então, aliada dos lusitanos mas, ao contrário, grande inimiga dos espanhóis. Estes, dada a intensidade do comércio lusitano com os holandeses, estabelecem uma trégua, a qual vigorou até 1621, quando retomam os embates. Com a fundação da Geoctroyerd Westindische Companie, a Companhia das Índias Ocidentais, na Holanda, os neerlandeses invadiram a Bahia. O Governador da Capitania de Pernambuco, Matias de Albuquerque, foi então nomeado Governador-Geral, enviando expressivos reforços para a guerrilha em Salvador; porém os holandeses só seriam dali expulsos no ano seguinte, 1625, com a chegada de uma poderosa armada luso-espanhola composta por navios procedentes de Portugal, da Espanha e de Pernambuco. Os neerlandeses continuaram atacando naus ibéricas e, de posse dos recursos obtidos no saque à frota da prata, armaram nova expedição, desta vez contra a mais rica de todas as possessões portuguesas, Pernambuco. Com uma extraordinária esquadra de 67 navios — a maior já vista na colônia —, iniciam o ataque a Olinda e Recife a 13 de fevereiro de 1630.
A resistência, liderada por Matias de Albuquerque, concentrou-se no Arraial do Bom Jesus, nos arredores do Recife. Através de táticas indígenas de combate (campanha de guerrilhas), confinou o invasor às fortificações no perímetro urbano. As chamadas "companhias de emboscada" eram pequenos grupos de dez a quarenta homens, com alta mobilidade, que atacavam de surpresa os neerlandeses e se retiravam em velocidade, reagrupando-se para novos combates. Para tais emboscadas muito contribuíra Domingos Fernandes Calabar, profundo conhecedor do território, composto, no litoral, de baías, manguezais, rios e praias, aos quais os invasores neerlandeses estavam aparentemente acostumados, em virtude do caráter marinho de seu próprio país. No interior havia matas às quais este povo costeiro não se adaptara.
Comerciante e contrabandista, Calabar vivia a percorrer aqueles caminhos, e com seu auxílio viram-se os neerlandeses forçados a abandonar Olinda, que incendeiam, concentrando-se no Recife.

## Mudança de lado
Por razões que nunca foram desvendadas inteiramente, Calabar muda de lado em abril de 1632. Por ambição, desejo de alguma recompensa ou maior reconhecimento entre os invasores, convicção de que estes seriam vitoriosos ao final ou mesmo por supor que aqueles colonizadores trariam maiores progressos à terra que os portugueses — o fato foi que Calabar traiu seus antigos aliados portugueses e fez pacto com o almirante holandês Jan Cornelisz Lichthart que sabia falar português e já tinha morado em Lisboa. Durante os dois anos que havia servido entre os portugueses, foi ferido duas vezes e ganhou alguma reputação. Dele afirma Robert Southey, em História do Brasil, vol. I, página 349:
Se, cometido algum crime, fugiu para escapar ao castigo; se o tratamento recebido dos comandantes o desgostou; ou, se o que é mais provável, com a traição, esperou melhorar de fortuna, é o que se não sabe. Mas foi o primeiro pernambucano que desertou para os neerlandeses, e se a estes fosse dado dentre todos fazer seleção de um, não teriam escolhido outro, tão ativo, sagaz, empreendedor e desesperado era ele, nem havia quem melhor conhecesse o país e a costa.
A vantagem mudara de lado — e os holandeses passam a conquistar mais e mais territórios —, O almirante Jan Cornelisz Lichthart e Hendrick Lonck agora tendo ao seu lado o conhecimento de que necessitavam, estes conquistaram as vilas de Goiana e de Igaraçu, a ilha de Itamaracá e até o Forte do rio Formoso. Seu auxílio foi tão precioso que até o Forte dos Três Reis Magos, no Rio Grande do Norte, caiu sob domínio dos invasores holandeses que, com participação direta de Calabar destroem o engenho do Ferreiro Torto. Seu domínio estendia-se, então, do Rio Grande até o Recife. Além de Calabar, aderem à proposta cristãos-novos, negros, índios e mulatos; mas foi sobretudo a elite açucareira local que aderiu à sua causa.
Pudsey, mercenário inglês à serviço da Holanda, descreve Calabar com grande admiração:
Nunca encontramos um homem tão adaptado a nossos propósitos (…), pois ele tomava um pequeno navio e aterrava-nos em território inimigo à noite, onde pilhávamos os habitantes, e quanto mais dano ele podia ocasionar a seus patrícios, maior era sua alegria.

## Captura e execução
Forçado a recuar cada vez mais, Matias de Albuquerque retira-se para as terras do atual estado de Alagoas, durando as lutas já cinco anos. Levava Albuquerque cerca de oito mil homens. Próximo ao Porto Calvo encontra um grupo de aproximadamente 380 flamengos, dentre estes o próprio Calabar. Um dos moradores deste lugar — Sebastião do Souto — oferece-se para um ardil e as coisas começam a tomar novo rumo. Utilizando-se deste voluntário, fiel aos portugueses, o plano consistia em infiltrar-se nas fileiras inimigas. Souto vai ao comandante holandês Picard, dizendo haver mudado de lado, convencendo-o a atacar as forças de Albuquerque.
Após capturado, Calabar é tratado como o mais vil traidor dos portugueses e punido com a morte. Foi então garroteado (não havia como montar-se uma forca naquelas circunstâncias) e esquartejado e as suas partes expostas na paliçada da fortaleza - demonstrando assim a quem mudasse de lado o destino que lhe estava reservado. Junto com Calabar, em torno de cem neerlandeses também perderam a vida.
Sobre esse episódio narra Robert Southey em História do Brasil, vol. I:
Com tanta paciência recebeu a morte, dando tantos sinais de sincera contrição de todos os seus malefícios, acompanhada de tão devota esperança de perdão, que o sacerdote que lhe assistiu aos últimos momentos nenhuma dúvida conservou sobre a salvação do padecente. O confessor foi Fr. Manuel do Salvador, que mais tarde tomou não vulgar parte nesta longa contenda, de que nos deixou singular e interessantíssima história. (...) Interrogado se sabia de algum português que estivesse em traiçoeira correspondência com o inimigo, respondeu Calabar que sobre este capítulo muito sabia, não sendo das mais baixas as pessoas implicadas.
Em Porto Calvo, agora sob comando do coronel Arciszewski, os holandeses prestaram honras fúnebres àquele a quem efetivamente deviam grande parte de seu sucesso. Dois anos depois, em 1637, chegaria ao Brasil o conde Maurício de Nassau. Nassau contribui para que muitos tenham, ainda hoje, a ideia de que a colonização holandesa seria melhor que a lusitana, algo inconsistente ante mesmo o olhar sobre sua retirada do Brasil, acusado de dar prejuízo à Companhia das Índias Ocidentais e ter retomado o clássico modelo de exploração exaustiva, o qual forçou a revolta dos brasileiros, dentre os quais André Vidal de Negreiros, Filipe Camarão e Henrique Dias, tratados como heróis da expulsão dos holandeses.

## Outros olhares
A figura de Calabar inspirou muitos autores e artistas ao longo das décadas e se tornou durante algum tempo, o simbolo nacional brasileiro do "traidor". O termo foi usado diversas vezes até os dias de hoje.
Em 1960, o escritor João Felício dos Santos, nascido no Rio de Janeiro em 1914, publicou um livro sobre Domingos Fernandes Calabar, intitulado "Major Calabar". Trata-se de um sólido romance histórico sobre a presença holandesa no Brasil e, sobretudo, tendo como fio condutor a insólita e controversa figura de Calabar. Segundo o autor, com o tempo, a história vai se gastando e vira ficção, enquanto a lenda, por conter em si força e colorido, cresce e vira realidade
O compositor Chico Buarque, junto a Ruy Guerra, fez em 1973 uma peça teatral intitulada Calabar: o Elogio da Traição, na qual pela primeira vez a condição de traidor de Calabar era revisitada. Mas esse posicionamento dava-se muito mais para denunciar a situação da época ditatorial do que uma visão historiográfica sobre os fatos do século XVII.
Em Salvador há um bairro denominado "Calabar". Ao largo dessas «homenagens», alguns historiadores procuram justificar a atitude de Calabar, sem entretanto observar que este primeiro era aliado dos portugueses, granjeara-lhes a confiança para depois servir aos inimigos numa privilegiadíssima posição.
O autor, jornalista e historiador alagoano Romeu de Avelar (1893–1972) foi o primeiro a escrever um livro sobre o personagem (intitulado Calabar), em 1938, contestando a ideia de que Calabar teria sido, de fato, um traidor. Na época foi considerado subversivo e apreendido pelas autoridades. Nele, o autor corajosamente argumenta que Domingos Calabar, por ter sido brasileiro e não português, tinha todo o direito de escolher de que lado lutar. Avelar nos mostra ainda um Calabar não apenas corajoso mas também um patriota. Segundo o autor, «Domingos Fernandes Calabar foi um insurreto e um clarividente que se antecipou à revolução histórica e liberal do Brasil» (Calabar, 1938)
O livro foi editado novamente em 1973 um ano após a morte do autor.

## Curiosidades
A referência a Calabar deu origem ao nome da Operação Calabar, uma megaoperação por parte da Polícia Civil do Estado do Rio de Janeiro, iniciada na manhã de 29 de junho de 2017, para prender 96 policiais militares, 70 traficantes e outros criminosos suspeitos de integrarem um esquema de corrupção em São Gonçalo. Tratou-se da maior operação já realizada contra o tráfico de drogas e a corrupção policial do RJ, cujos valores de propina paga pelos traficantes aos militares rendia em média R$ 1 milhão por mês.